# Synagoge (Bychawa)

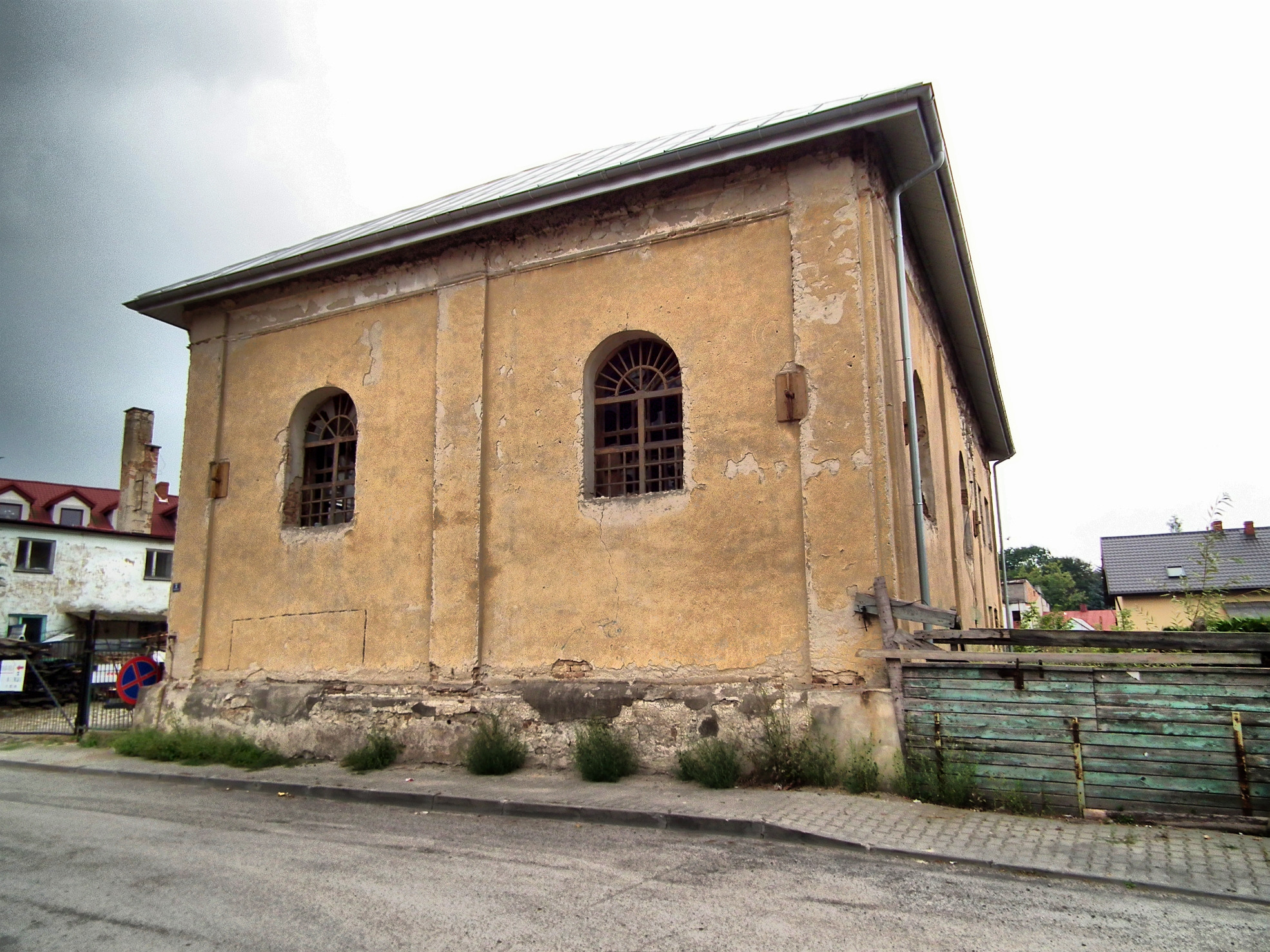
Synagoge in Bychawa

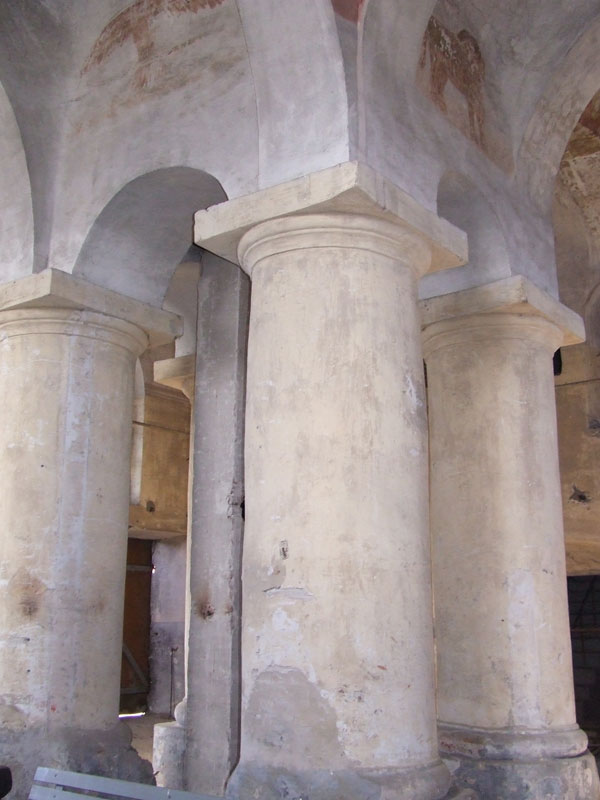
Innenansicht mit Bima

Die Synagoge in Bychawa, einer polnischen Stadt in der Woiwodschaft Lublin, wurde 1810 an der Stelle eines hölzernen Vorgängerbaus errichtet. Nach einem Brand wurde das Bauwerk im Jahr 1899 erneuert. Im Zweiten Weltkrieg wurde die Synagoge von den deutschen Besatzern verwüstet. Nach Kriegsende wurde das Gebäude als Feuerwache und anschließend als Autowerkstatt und Lagerhaus genutzt.
Die profanierte Synagoge ist seit 1995 ein geschütztes Kulturdenkmal. 